# Предео изузетних одлика Жељин
Предео изузетних одлика Жељин је заштићено подручје позиционирано у централном делу Србије (регион Шумадије и западне Србије) између доњег тока Ибра и средњег тока Западне Мораве, између планина Копаоник, Столови и Гоч, које је Влада Републике Србије 2022. године ставила под заштиту и прогласила заштићеним подручјем под именом Жељин, као природно добро од регионалног, односно великог значаја и сврстала у ΙΙ категорију заштите, као предео изузетних одлика.

## Историјат
На основу члана 42. став 8. Закона о заштити природе („Службени гласник РС”, бр. 36/09, 88/10, 91/10 – исправка и 14/16) Министарство заштите животне средине обавестила је јавност о поступку покретања заштите природног подручја II (друге) категорије, као Предео изузетних одлика Жељин дана 6. јануара 2015. године, када је Завод за заштиту природе Србије доставио студију заштите Министарству пољопривреде и заштите животне средине, као надлежном органу.
Године 2022. Влада Србије донела је уредбу којом је предео Жељин проглашен за подручје изузетних одлика и тиме га заштитила као веома вредан планински простор.

## Простор
Предео изузетних одлика Жељин се налази у централној Србији између Ибра на западу, Столова на северозападу, Гоча на северу и североистоку и Копаоника на југу.

## Целине и власништво
Предео се простире на површини од укупно 6.379,0983 ha, на надморској висини од 360 до 1.785 m. Територијално припада општинама Александровац и Рашка и граду Краљево. Према структури површина катастарских општина по власништву, око 83% површина у заштићеном подручју је у државном власништву, док приватном и осталим облицима власништва укупно припада око 17%.

## Категорија заштићеног подручја
Према Правилнику о критеријумима вредновања и поступку категоризације заштићених подручја („Службени гласник РС”, број 97/15) Предео изузетних одлика Жељин је сврстан у II категорију – регионалног, односно великог значаја. На заштићеном подручју утврђени су режими заштите I, II и III степена. Услед присуства биљних и животињских врста од националног и међународног значаја, као и за заштиту приоритетних типова станишта, подручје планинског масива Жељин је Уредбом о еколошкој мрежи је идентификовано као eколошки значајно подручје „Врх Жељина – Плочка чука” под редним бројем 54.

## Биљни и животињски свет
На овом простору богата је хидрографска мрежа која је доста густа и чини је мноштво извора, река и потока. Заступљене су букове шуме, које су доминантне у централном планинском делу, док храстове шуме доминирају у нижем, благо заталасном делу планине. Планински појас испод самог врха, покривен је буковим заједницама, које чине карактеристичну субалпску шуму. Процењује се ја је заступљено преко 355 биљних врста и подврста, од чега су заштићена 42 биљна таксона, од који су 39 у категорији заштићених, док су 3 таксона строго заштићена. Ендемична флора је представљена са 8 биљних врста. На тресави Језеро, срећу се и станишта сфагнумских маховина, која су у Србији ретка и угрожена, а све врсте из ове групе маховина спадају у строго заштићене врсте нанационалном нивоу. Значајно је присуство таксона љутић, новог за флору Републике Србије, као и 48 врста из 32 рода и 5 фамилија правокрилаца. Северни део планине Жељин спада у једно од 40 Одабраних подручја за дневне лептире у Србији, а на целом подручју забележене су 94 врсте дневних лептира. Забележено је присуство 10 врста риба (дво пругаста уклија, поточна мрена, кркуша, клен, сребрни караш, гавчица, поточна пастрмка, дужичаста пастрмка , балкански вијун, бркица), док фауну водоземаца и гмизаваца Жељина чине 6 врста из класе водоземаца и 7 врста из класе гмизаваца. Ту је и 132 врсте птица, од којих је присутно укупно 112 заштићених врстa птицa међу којима је сури орао, гаћаста кукумавка, змијар, прдавац, буљина и др, као и најмање 45 врста сисара.

## Управљач
Предео изузетних одлика Жељин поверено је на управљање Јавном предузећу „Србијашуме”, Београд.